# Hruškovec

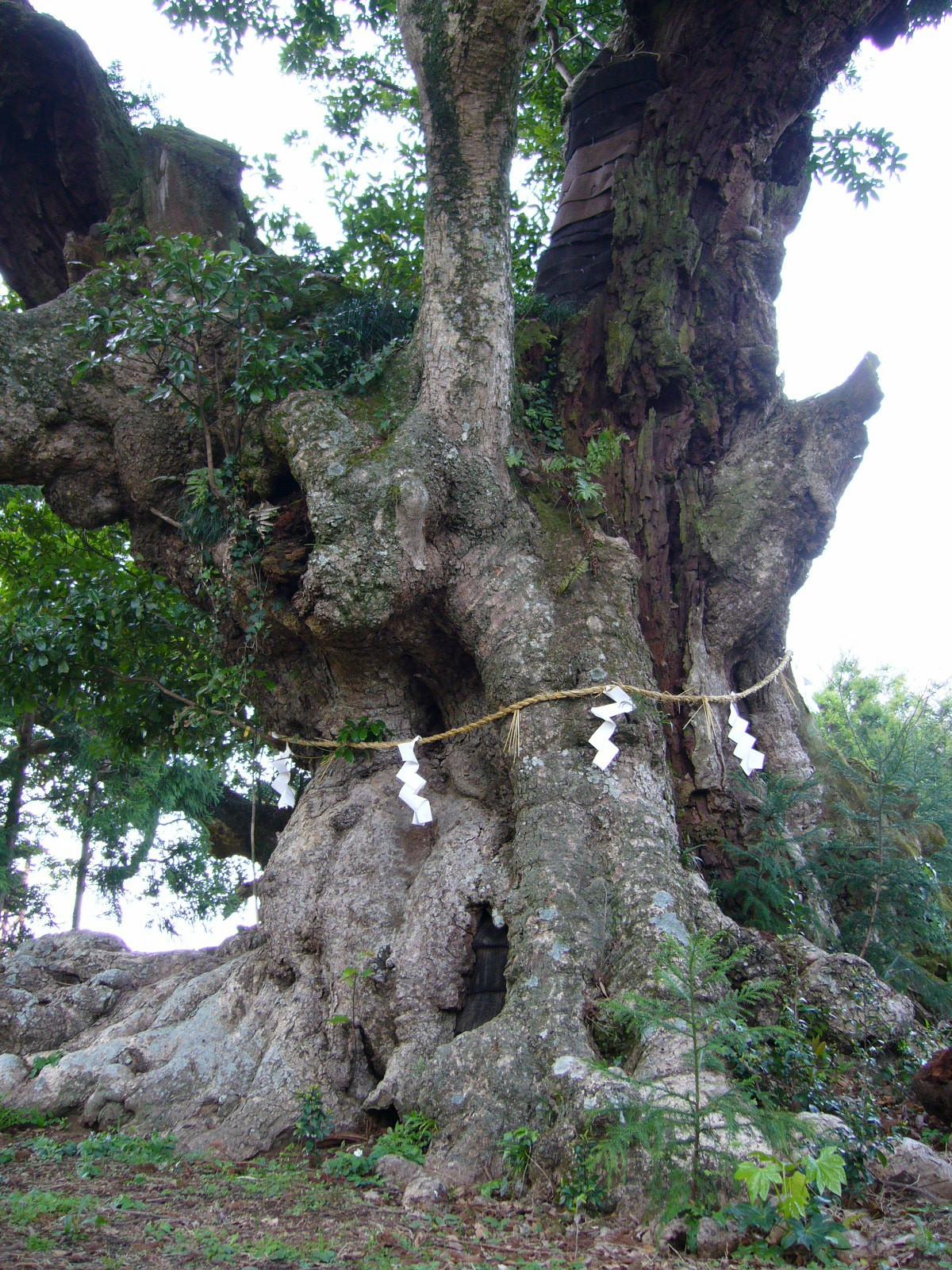
Persea (Machilus) thunbergii v Japonsku

Hruškovec (Persea) je rod nižších dvouděložných rostlin z čeledi vavřínovité. Jsou to stálezelené dřeviny s jednoduchými, většinou tuhými listy a drobnými květy v bohatých květenstvích. Plodem je peckovice. Rod zahrnuje asi 90 druhů. Je rozšířen v tropické a subtropické Americe a v Makaronésii. Nejvýznamnějším a nejznámějším zástupcem je hruškovec přelahodný, poskytující ovoce avokádo.

## Popis
Hruškovce jsou stálezelené keře až středně vysoké stromy s aromatickými střídavými listy se zpeřenou žilnatinou. Čepele listů jsou papírovité až tuhé a tlustě kožovité, pýřité. Listy jsou na větvích zpravidla pravidelně rozložené, řidčeji nahloučené na jejich koncích.
Květy jsou pravidelné, oboupohlavné, uspořádané v bohatých, úžlabních až téměř vrcholových, stopkatých složených vrcholících skládajících laty.
Okvětí je vytrvalé, trojčetné, ve 2 kruzích, s krátkou trubkou a 6 laloky. Pro většinu jihoamerických zástupců je charakteristická rozdílná délka vnějších a vnitřních okvětních lístků.
Tyčinek je 9, mimo těchto fertilních tyčinek jsou přítomna 3 střelovitá staminodia. Semeník je vejcovitý až téměř kulovitý, s tenkou čnělkou zakončenou terčovitou bliznou.
Plodem je dužnatá, za zralosti tmavě modrá až černá bobule, někdy nesprávně uváděná jako peckovice. Plody jsou u většiny druhů drobné a kulovité, řidčeji jsou větší a vejcovitého až hruškovitého tvaru. Na bázi plodu je u většiny druhů vytrvalé, laločnaté okvětí. Číška chybí.

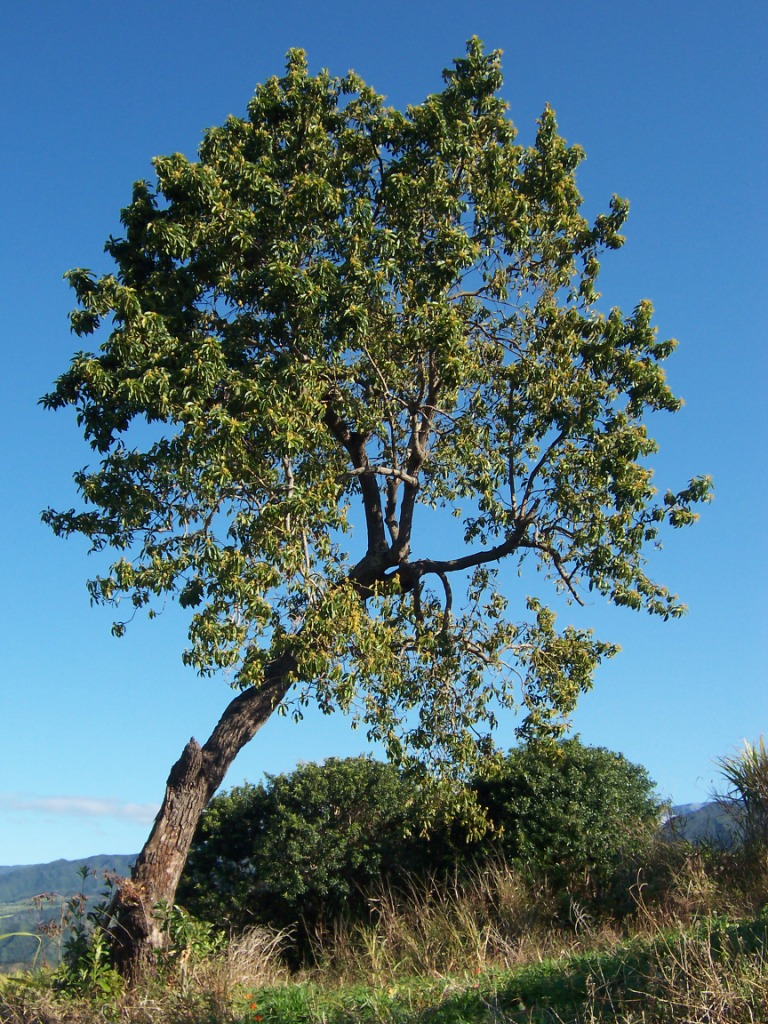
Hruškovec přelahodný na ostrově Réunion
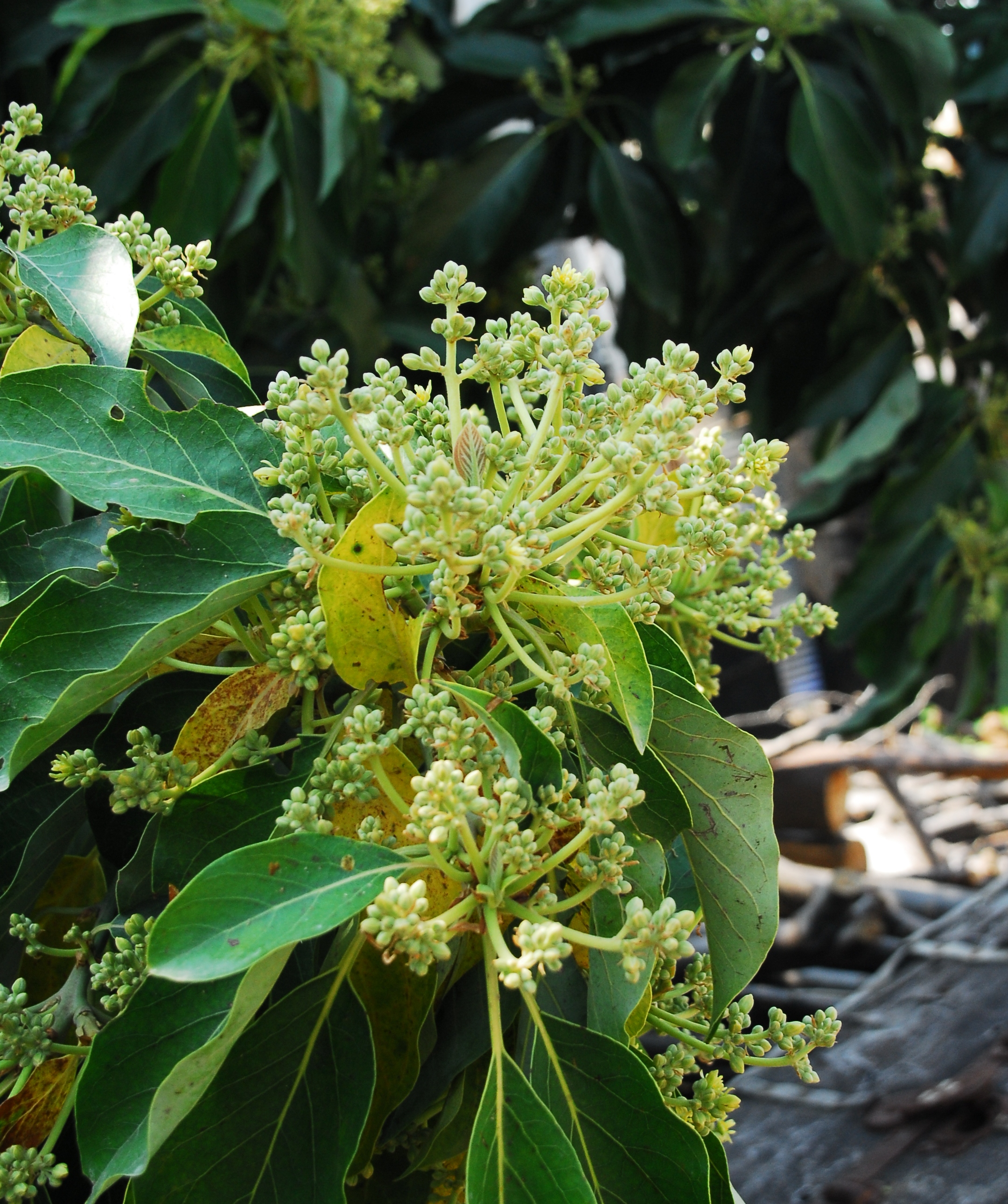
Květenství hruškovce přelahodného
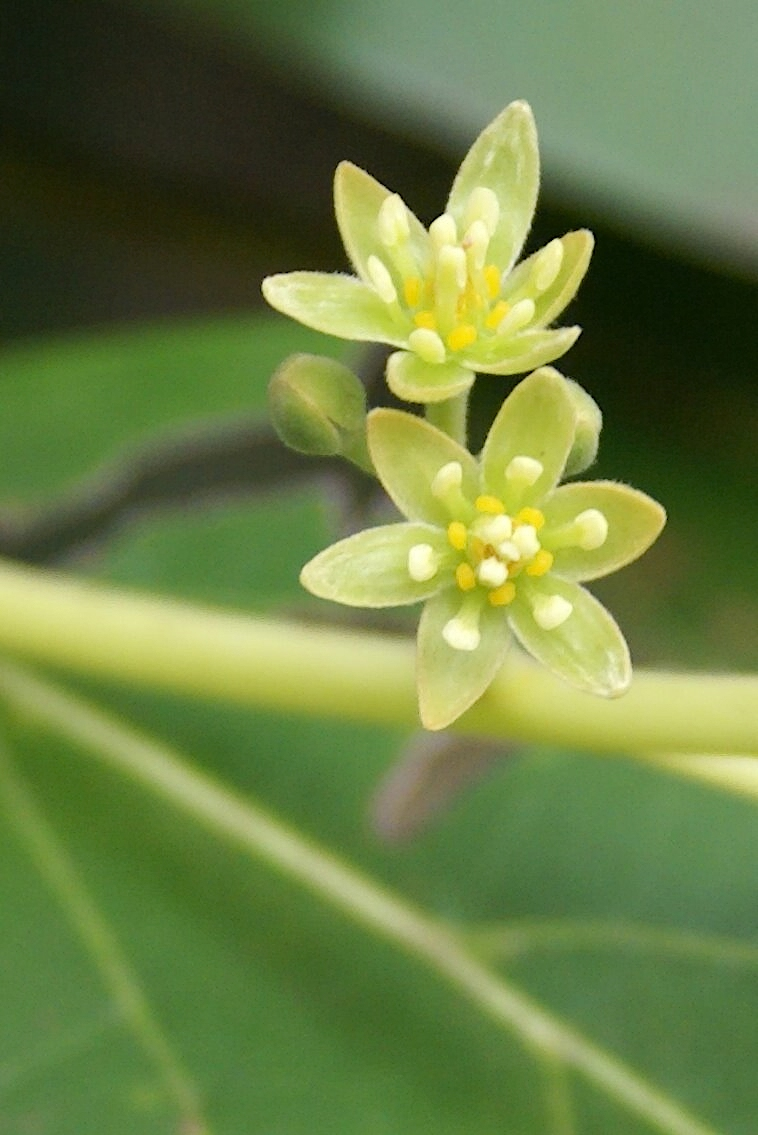
Detail květů hruškovce přelahodného
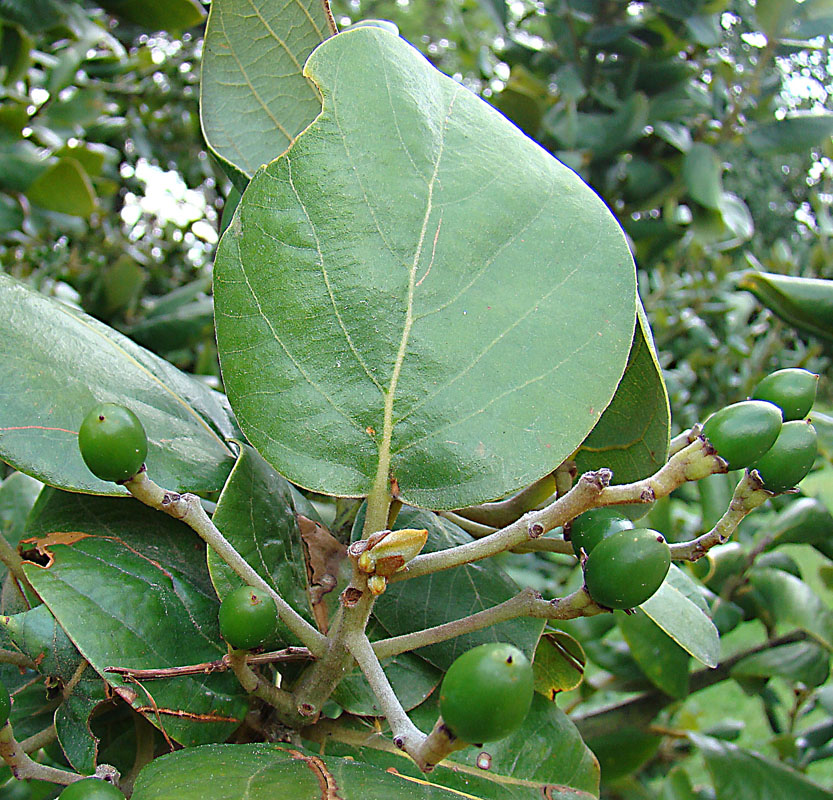
Persea lingue s plody

## Rozšíření
Rod zahrnuje v současném taxonomickém pojetí asi 80 až 90 druhů. Je rozšířen v tropické a subtropické Americe, jeden druh roste v Makaronésii.
V USA se vyskytují celkem 3 druhy. Persea palustris a P. borbonia mají rozsáhlý areál na jihu a jihovýchodě USA, P. humilis je endemit Floridy. V Jižní Americe rostou zástupci tohoto rodu zejména v horách. Druh Persea indica je navzdory svému názvu endemit Makaronésie. Vyskytuje se na Kanárských ostrovech, Azorách i Madeiře. Disjunktní výskyt v Makaronésii je vysvětlován dálkovým přenosem. Na Madeiře a Kanárských ostrovech roste též Apollonias barbujana, druh který podle výsledků molekulárních studií rovněž náleží do rodu Persea.

## Prehistorie

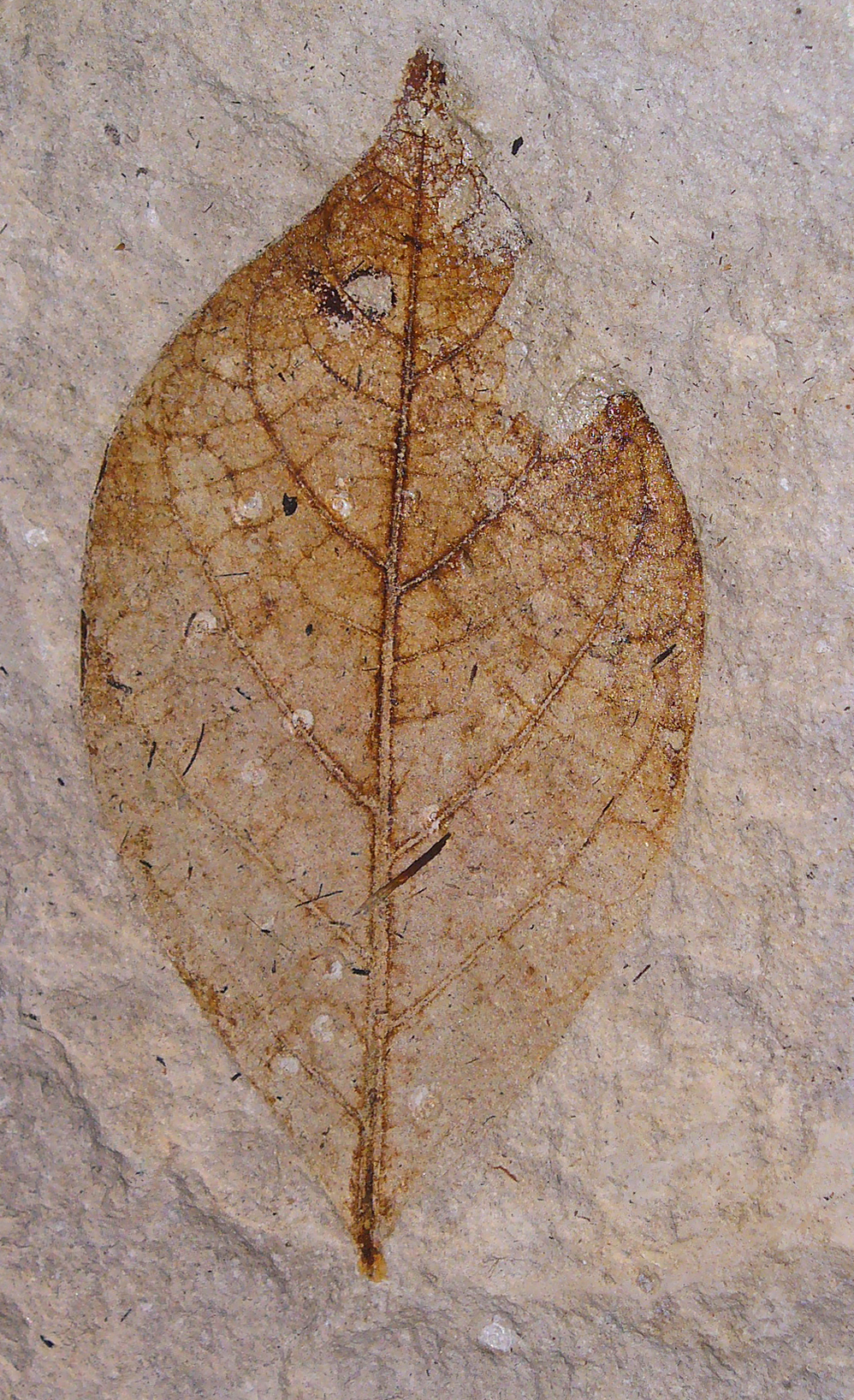
† Persea princeps

Fosílie třetihorního druhu † Persea princeps byly nalezeny na různých lokalitách v Evropě.
Z fosilních listů vymřelého druhu † Persea pseudocarolinensis miocenního stáří byla v roce 2003 izolována DNA, konkrétně gen pro rbcL. Bylo zjištěno, že se v několika nukleotidech odlišuje od sekvence současných zástupců rodu.

## Taxonomie
Taxonomické vymezení rodu Persea není dosud dořešené. Rod je součástí skupiny blízce příbuzných rodů, označované jako Persea Group. Náleží do ní celkem asi 400 až 450 druhů řazených do rodů Alseodaphne, Apollonias, Dehaasia, Machilus, Nothaphoebe, Persea a Phoebe. Všechny tyto rody s výjimkou amerického rodu Persea jsou (v současném převládajícím taxonomickém pojetí) rozšířeny v tropech Starého světa. 
V roce 2011 vyšla fylogenetická studie dané skupiny. V ní se prokázalo, že rod Persea je v klasickém pojetí parafyletický a oba jeho podrody (subg. Persea a subg. Eriodaphne) představují samostatné vývojové větve. Jako parafyletické se ukázaly i rody Alseodaphne a Dehaasia. Taxonomická revize nebyla dosud publikována.
Makaronéský druh Persea indica je v některých zdrojích (např. ) řazen do rodu Phoebe, rozšířeného v tropech Starého světa, podle výsledků molekulárních studií je však situován do vývojové větve rodu Persea.

## Zástupci
- hruškovec přelahodný (Persea americana)

## Význam
Nejvýznamnějším zástupcem rodu je hruškovec přelahodný, který poskytuje ovoce známé jako avokádo. Pochází ze Střední Ameriky. Byly vypěstovány četné kulturní odrůdy, vhodné pro různá podnebí (tropické nížiny, tropické hory a subtropy). Některé druhy jsou v tropické Americe zdrojem dřeva. Jádrové dřevo je hnědé, načervenalé nebo narůžovělé a je ostře oddělené od šedé až krémové běli. Je poměrně málo trvanlivé a používá se na nábytek, bedny, interiéry ap. Nejčastěji je obchodováno pod názvy lingue nebo canela-rosa.